# Skleněný strop

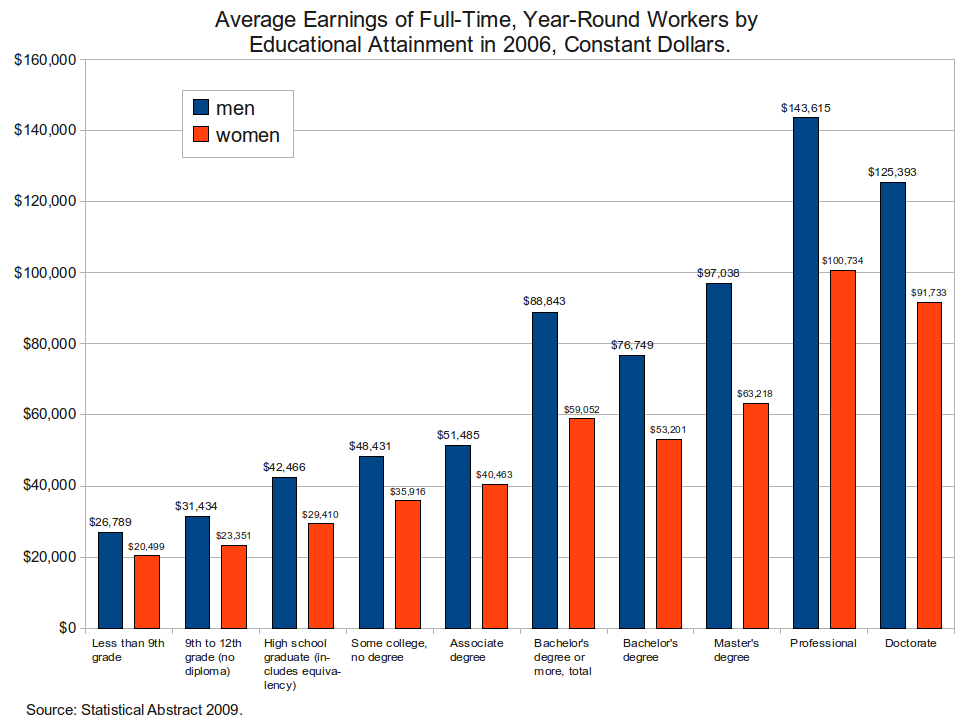
Graf znázorňující rozdíly ve výdělcích mužů a žen se stejnou úrovní vzdělání (USA 2006)

Skleněný strop (anglicky glass ceiling) je metafora, která označuje neviditelnou bariéru, jež brání dané demografické skupině (obvykle ženám) ve vzestupu nad určitou úroveň v společenské hierarchii.
Tato metafora byla poprvé použita v souvislosti s překážkami v kariéře úspěšných žen. Představuje bariéru, která ženám brání v postupu na vrchol hierarchie firmy. Je jim znemožněno povýšení, zejména na vedoucí pozice.
Ve Spojených státech amerických se tento pojem někdy rozšiřuje na překážky bránící v postupu ženám z menšin i mužům z menšin. Menšinové ženy v zemích s bělošskou většinou mají často největší potíže s prolomením skleněného stropu, protože se nacházejí na pomezí dvou historicky marginalizovaných skupin: žen a rasových menšin. V této souvislosti se objevuje také termín bambusový strop (bamboo ceiling), který označuje překážky, jimž čelí Američané východoasijského původu při kariérním postupu.
V této souvislosti také existují pojmy označující omezení a překážky týkající se žen a jejich rolí v organizaci a jejich souběhu s mateřskými povinnostmi. Tyto neviditelné bariéry fungují jako metafory popisující dodatečné okolnosti, které ženy podstupují obvykle při snaze o postup v rámci oblastí své kariéry a často i při snaze o postup v rámci svého života mimo pracovní prostředí.

## Definice
Federální komise Spojených států pro skleněný strop definuje skleněný strop jako „neviditelnou, ale nepřekonatelnou bariéru, která brání menšinám a ženám vystoupat na vyšší příčky firemního žebříčku bez ohledu na jejich kvalifikaci nebo dosažené výsledky“.
David Cotter a jeho kolegové definovali čtyři charakteristické znaky, které musí být splněny, aby bylo možné konstatovat, že existuje skleněný strop. Skleněný strop představuje:
1. „Rozdíl mezi pohlavím nebo rasou, který není vysvětlitelný jinými charakteristikami zaměstnance, které jsou relevantní pro danou práci.“
2. „Rozdíl mezi pohlavími nebo rasami, který je větší na vyšších úrovních výsledku než na nižších úrovních výsledku.“
3. „Nerovnost mezi pohlavími nebo rasami v šancích na postup do vyšších úrovní, nikoliv pouze v poměru jednotlivých pohlaví nebo ras, které jsou v současné době na těchto vyšších úrovních.“
4. „Nerovnost mezi pohlavími nebo rasami, která se v průběhu kariéry zvyšuje.“

Cotter a jeho kolegové zjistili, že skleněné stropy silně souvisejí s pohlavím, přičemž se skleněným stropem se v průběhu své kariéry potýkají jak bělošky, tak ženy z menšin. Naproti tomu u afroamerických mužů výzkumníci důkazy o existenci skleněného stropu nenašli.
Metafora skleněného stropu se často používá k popisu neviditelných bariér („skla“), přes které ženy vidí elitní pozice, ale nemohou na ně dosáhnout („strop“). Tyto překážky brání velkému počtu žen a etnických menšin v získání a udržení nejvlivnějších, nejprestižnějších a nejlépe placených pracovních míst. Tento efekt navíc brání ženám v obsazování vysokých pozic a znevýhodňuje je jako potenciální kandidáty na povýšení.

## Historie
V roce 1839 použila francouzská spisovatelka George Sandová podobnou frázi (une voûte de cristal impénétrable) v jedné pasáži hry Gabriel, která nebyla nikdy uvedena: „Byla jsem ženou, protože se mi náhle zhroutila křídla, éter se uzavřel kolem mé hlavy jako neproniknutelná křišťálová klenba a já padla…“. Výpověď, popis hrdinčina snu o vzlétnutí s křídly, byla interpretována jako ženský ikarovský příběh ženy, která se pokouší povznést nad svou přijatou roli.
První, kdo údajně použil termín skleněný strop, byla Marilyn Lodenová během svého projevu v roce 1978. Zároveň podle deníku Wall Street Journal z 3. dubna 2015, zcela nezávisle na společnosti Loden, termín skleněný strop vymyslely na jaře roku 1978 Marianne Schriberová a Katherine Lawrenceová ve společnosti Hewlett-Packard. Strop byl definován jako diskriminační způsoby povyšování, kdy politika ohledně povýšení sice formálně diskriminační není, ale v praxi odepírá povýšení kvalifikovaným ženám. Lawrenceová to prezentovala na výroční konferenci Ženského institutu pro svobodu tisku na setkání National Press.
Tento termín později v březnu 1984 použila Gay Bryantová. Byla bývalou redaktorkou časopisu Working Woman a měnila zaměstnání, aby se stala redaktorkou časopisu Family Circle. V článku pro Adweek, který napsala Nora Frenkelová, Bryantová uvedla: „Ženy dosáhly určitého bodu - říkám mu skleněný strop. Jsou na vrcholu středního managementu a zastavují se a zasekávají. Pro všechny ty ženy na vrcholu není dost místa. Některé se pouštějí do podnikání samy na sebe. Jiné odcházejí a zakládají rodiny.“ V roce 1984 použila Bryantová tento termín také v jedné z kapitol knihy The Working Woman Report: Úspěch v podnikání v osmdesátých letech. V téže knize použila tento termín v jiné kapitole Basia Hellwigová.
V hojně citovaném článku ve Wall Street Journal z března 1986 byl tento termín použit v názvu článku: „Skleněný strop: Proč se ženám nedaří překonat neviditelnou bariéru, která jim brání v přístupu k nejvyšším pracovním pozicím". Autory článku byli Carol Hymowitzová a Timothy D. Schellhardt. Hymowitzová a Schellhardt představili skleněný strop jako "něco, co nelze najít v žádné firemní příručce nebo o čem se dokonce diskutuje na obchodní schůzce; původně byl představen jako neviditelný, skrytý a nevyslovený jev, který existoval proto, aby udržel vedoucí pozice na výkonné úrovni v rukou bělošských mužů“.
Když se termín skleněný strop začal běžně užívat, dočkal se smíšených reakcí. Kritici tvrdili, že tento pojem je mýtus, protože ženy se rozhodly zůstat doma a projevily menší odhodlání postoupit na vedoucí pozice. Šéfka amerického ministerstva práce Lynn Morley Martinová následně informovala o výsledcích výzkumného projektu nazvaného „Iniciativa skleněného stropu“, který byl vytvořen s cílem prozkoumat nízký počet žen a menšin ve vedoucích pozicích. Tato zpráva definovala nový pojem jako „ty umělé překážky založené na postojových nebo organizačních předsudcích, které brání kvalifikovaným osobám v postupu na vyšší pozice v organizaci do řídících funkcí“.
V roce 1991 vytvořil Kongres Spojených států v rámci hlavy II zákona o občanských právech z roku 1991 Komisi pro skleněný strop. Této 21členné prezidentské komisi předsedal ministr práce Robert B. Reich a jejím úkolem bylo prozkoumat „překážky bránící postupu menšin a žen v rámci podnikové hierarchie[,] vydat zprávu o svých zjištěních a závěrech a předložit doporučení, jak skleněný strop odstranit“. Komise provedla rozsáhlý výzkum včetně průzkumů, veřejných slyšení a rozhovorů a své závěry zveřejnila ve zprávě v roce 1995. Zpráva s názvem „Good for Business“ (Dobré pro podnikání) nabízí „konkrétní pokyny a řešení, jak tyto překážky překonat a odstranit“. Cílem komise bylo poskytnout doporučení, jak „rozbít“ skleněný strop, konkrétně ve světě podnikání. Zpráva vydala 12 doporučení, jak zlepšit pracovní prostředí zvýšením diverzity v organizacích a omezením diskriminace prostřednictvím politiky.
Počet žen v čele žebříčku Fortune se mezi lety 1998 a 2020 zvýšil, přestože míra účasti žen na trhu práce mezi lety 1995 a 2015 celosvětově klesla z 52,4 % na 49,6 %. V roce 2014 zaujímaly ženy pouze 19,2 % míst v představenstvech společností S&P 500, přičemž 80,2 % z nich byly bělošky.

## Index skleněného stropu
V roce 2017 časopis Economist aktualizoval svůj index skleněného stropu (Glass Ceiling Index), který kombinuje údaje o vysokoškolském vzdělání, účasti na trhu práce, platech, nákladech na péči o děti, mateřských a otcovských právech, přihláškách na obchodní školy a zastoupení na vedoucích pozicích. Nejnižší nerovnost byla na Islandu, ve Švédsku, Norsku, Finsku a Polsku.

## Stereotypy týkající se pohlaví

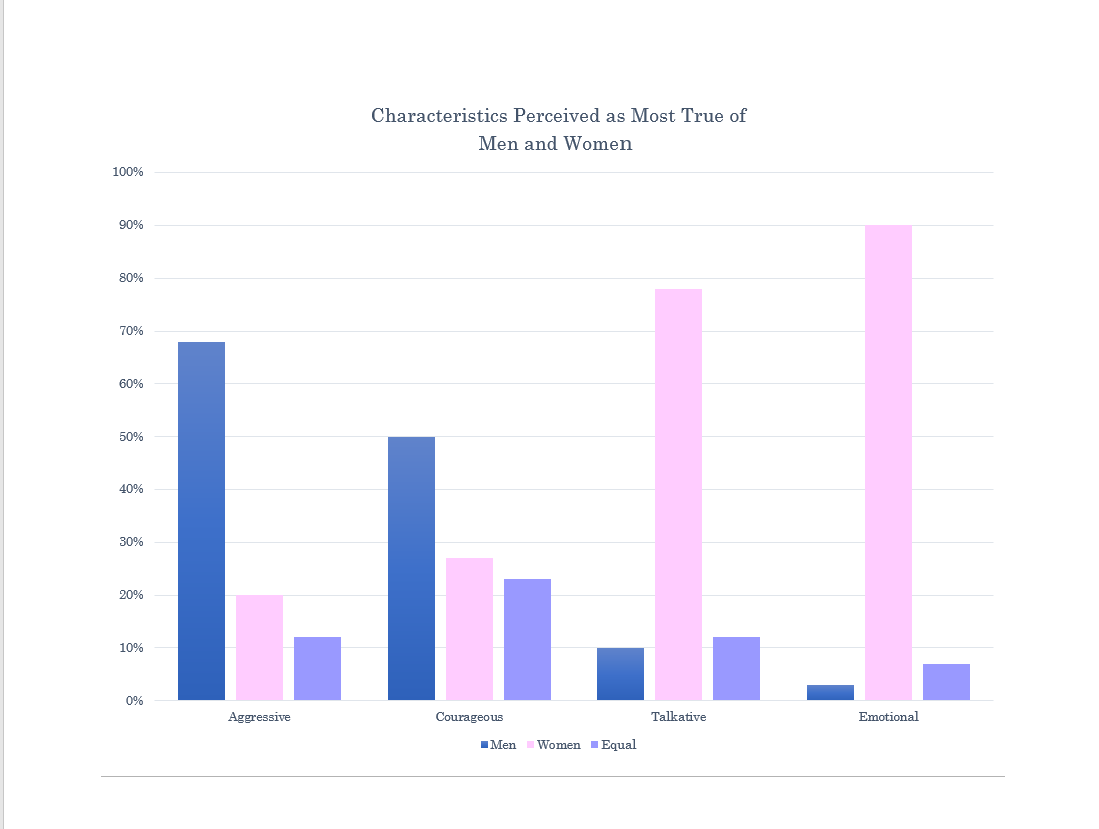
Průzkum Gallup 2001: Muži jsou vnímáni jako agresivnější, ženy jako emocionálnější. Tyto stereotypy pak ovlivňují způsob, jakým zaměstnavatelé vybírají vedoucí pracovníky a jak se zachází s pracovníky různého pohlaví

Ve zprávě z roku 1993, kterou vydal Výzkumný ústav armády USA pro behaviorální a sociální vědy, výzkumníci uvedli, že ačkoli ženy mají stejné možnosti vzdělávání jako jejich mužské protějšky, skleněný strop přetrvává kvůli systematickým překážkám, nízkému zastoupení a mobilitě a stereotypům. Udržování sexistických stereotypů je jedním ze všeobecně uznávaných důvodů, proč je zaměstnankyním systematicky bráněno v získání výhodných příležitostí ve zvoleném oboru. Většina Američanů vnímá ženy jako emocionálnější a muže jako agresivnější než jejich protějšky. Genderové stereotypy ovlivňují způsob, jakým zaměstnavatelé vybírají vedoucí pracovníky a jak se zachází s pracovníky různého pohlaví. Dalším stereotypem vůči ženám na pracovišti je „přesvědčení o genderovém statusu“, které tvrdí, že muži jsou kompetentnější a inteligentnější než ženy, což by vysvětlovalo, proč mají vyšší postavení v kariérní hierarchii. V konečném důsledku tento faktor vede k vnímání genderově podmíněných pracovních míst na trhu práce, takže se očekává, že muži budou mít větší kvalifikaci v oblasti práce a budou najímáni na nejvyšší pozice. Vnímané ženské stereotypy přispívají ke skleněnému stropu, kterému ženy v zaměstnání čelí.

## Postupy při najímání zaměstnanců
Když ženy opouštějí své současné zaměstnání a zakládají vlastní podniky, mají tendenci zaměstnávat jiné ženy. Muži mají tendenci zaměstnávat jiné muže. Tyto postupy při najímání pak podporují segregovanou identifikaci „mužské“ a „ženské práce“.

## Mezikulturní kontext
Jen málo žen se dostává do vyšších společenských pozic a v čele organizací stojí většinou stále téměř výhradně muži. Studie ukázaly, že skleněný strop stále existuje v různé míře v různých zemích a regionech po celém světě. Stereotypy o ženách jako o emotivních a citlivých osobnostech mohou být považovány za klíčové charakteristiky, proč se ženám nedaří prolomit skleněný strop. Je zřejmé, že i když se společnosti od sebe liší kulturou, vírou a normami, mají podobná očekávání od žen a jejich role ve společnosti. Tyto stereotypy jsou často posilovány ve společnostech, které mají tradiční očekávání od žen. Stereotypy a vnímání žen se ale po celém světě pomalu mění, což také snižuje genderovou segregaci v organizacích.

## Příbuzné pojmy

### Skleněný eskalátor
Se skleněným stropem souvisí fenomén, kterému se říká skleněný eskalátor (glass escalator). S tím, jak přibývá mužů v oborech, kde dříve dominovaly ženy (jako je ošetřovatelství a učitelství) jsou muži povyšováni a dostávají více příležitostí než ženy, jako by muži jezdili po eskalátorech a ženy po schodech. Graf od Carolyn K. Bronerové ukazuje příklad skleněného eskalátoru ve prospěch mužů u profesí s převahou žen ve školách. Zatímco v učitelské profesi historicky převažují ženy, muži mají tendenci zastávat vyšší pozice ve školských systémech, jako jsou děkani nebo ředitelé. Muži finančně těží ze svého postavení v historicky ženských oborech a často „využívají výhod svého symbolického postavení, aby dosáhli vyšší úrovně v práci, kde dominují ženy“.
Studie publikovaná v roce 2008 v časopise Social Problems zjistila, že segregace podle pohlaví v ošetřovatelství se neřídí modelem „skleněných eskalátorů“, tedy neproporcionální vertikální distribucí; muži a ženy spíše tíhnou k různým oblastem v rámci oboru, přičemž mužští ošetřovatelé mají tendenci specializovat se na oblasti práce vnímané jako „mužské“. V článku se uvádí, že "muži se setkávají se silnými společenskými tlaky, které je odrazují od vstupu do profesí, v nichž dominují ženy (Jacobs 1989, 1993)". Protože povolání, v nichž převažují ženy, se obvykle vyznačují spíše ženskými činnostmi, mohou být muži, kteří do těchto zaměstnání nastoupí, společensky vnímáni jako „zženštilí, homosexuální nebo sexuální predátoři“.

### Lepkavá podlaha
V literatuře o diskriminaci na základě pohlaví se pojem lepkavá podlaha (sticky floor, někdy také betonová podlaha – concrete floor) doplňuje s pojmem skleněného stropu. Lepkavou podlahu lze popsat jako vzorec, podle něhož mají ženy ve srovnání s muži menší šanci začít stoupat po pracovním žebříčku. Tento jev tedy souvisí s rozdíly mezi pohlavími ve spodní části mzdového rozdělení. V návaznosti na zásadní studii Bootha a spoluautorů v časopise European Economic Review se ekonomové v posledním desetiletí pokoušeli identifikovat lepkavé podlahy na trhu práce. Našli empirické důkazy o existenci lepkavých podlah v zemích, jako je Austrálie, Belgie, Itálie, Thajsko a Spojené státy.

### Zamrzlý střed
Podobně jako lepkavá podlaha popisuje zamrzlý střed (the frozen middle) fenomén, kdy se postup žen po firemním žebříčku zpomaluje nebo dokonce zastavuje na úrovni středního managementu. Původně se tento termín vztahoval na odpor, s nímž se setkávalo vrcholové vedení podniku při vydávání směrnic ze strany středního managementu. Kvůli nedostatku schopností nebo nedostatečnému odhodlání v řadách středního managementu se tyto směrnice nerealizují a v důsledku toho trpí hospodářský výsledek společnosti. Tento termín byl zpopularizován článkem v Harvard Business Review s názvem Middle Management Excellence (Excelence středního managementu). Postupem času se ale pojem zamrzlý střed začal připisovat výše zmíněnému zpomalení kariéry žen ve středním managementu.
Studie A Study of the Career Development and Aspirations of Women in Middle Management (Studie kariérního rozvoje a aspirací žen ve středním managementu) z roku 1996 na základě zkušeností dotazovaných žen tvrdí, že v podnicích existují sociální struktury a sítě, které upřednostňují „staré dobré chlapce“ a normy mužnosti. Podle studie byly ženy, které nevykazovaly stereotypní mužské rysy (např. agresivitu, hroší kůži, nedostatek emočního projevu) a tendence k mezilidské komunikaci, znevýhodněny oproti svým mužským kolegům. Ženy se navíc potýkají s implicitní kvótou, kdy se vedení firem dnes již sice snaží mít alespoň nějaký malý počet žen ve vrcholném managementu, ale už se tolik nesnaží mít větší počet žen, případně se tomu dokonce brání. V důsledku toho přítomnost ženy v týmu vrcholového managementu snižuje pravděpodobnost, že v tomto týmu bude pracovat jiná žena.

### Druhá směna
Druhá směna (second shift) se zaměřuje na myšlenku, že ženy teoreticky pracují na dvě směny, protože vykonávají placenou i neplacenou práci. Tato neplacená práce je pak vázána převážně na mateřství a domácnost. Druhá směna má přitom fyzické dopady. Ženy, které v zájmu rodiny pracují déle, se často potýkají se zvýšenými psychickými problémy, jako jsou deprese a úzkosti. Bylo také zjištěno, že se u nich objevuje zvýšená podrážděnost, nižší motivace a energie a další emoční problémy. Celková duševní pohoda žen se může zlepšit, pokud se podaří najít rovnováhu mezi kariérou a domácími povinnostmi.

### Maminkovská dráha
Maminkovská dráha (Mommy Track) označuje ženy, které nedbají na svou kariéru a pracovní povinnosti a místo toho se snaží uspokojit potřeby své rodiny. Ženy jsou často vystaveny dlouhé pracovní době, která vytváří nerovnováhu v rámci rozvrhu práce a rodiny. Z výzkumů vyplývá, že řešením pro zdravou rovnováhu mezi prací a rodinou jsou flexibilní a částečné pracovní úvazky. Byl také zjištěn rozdíl v nákladech a množství úsilí při výchově dětí u žen na pozicích a rolích s vyšší kvalifikací na rozdíl od žen na pozicích s nižší kvalifikací. Tento rozdíl vede k tomu, že ženy odkládají své cíle a kariérní ambice o řadu let.